# Museo de Arte de Simferópol
El Museo de Arte de Simferópol (en ruso: Симферопольский художественный музей; en ucraniano: Сімферопольський художній музей) es un museo de arte ubicado en la capital de Crimea, la ciudad de Simferópol al sur de Ucrania. El Museo de Arte de Simferópol fue fundado en 1937. Hay más de 6.000 obras de arte en su colección. Su dirección es calle Karl Libkneht, 35. El Museo de Arte de Simferopol ha exhibido obras de arte que son consideradas por algunos como "robadas" de Alemania, por lo que son reclamadas por parte del Museo Suermondt-Ludwig en Aachen. 
Antes del inicio de la Segunda Guerra Mundial el Museo tenía una de las mayores colecciones de arte de Europa Occidental en la Unión Soviética, con más de 2.000 propiedades. Casi toda la colección fue destruida en los bombardeos aéreos durante la guerra por los alemanes en su ocupación de Crimea. Las imágenes de Aquisgrán son consideradas entonces una compensación por sus propias pérdidas.